# Snowberger
Snowberger è stato un costruttore americano di auto da corsa presente nelle gare statunitensi dagli anni 1930 agli 1960.
Tra il 1950 e il 1960 la 500 Miglia di Indianapolis faceva parte del Campionato mondiale di Formula 1, per questo motivo la Snowberger ha all'attivo anche 1 Gran Premio in F1.